# Rik Pauwels
Rik Pauwels (21 maart 1937) is een gewezen Belgische voetbalcoach. Hij was jarenlang trainer van KSK Beveren.

## Carrière
Rik Pauwels begon een bescheiden voetbalcarrière bij Tubantia Borgerhout en later als speler-trainer bij KSK 's Gravenwezel. Nadien trainde hij de jeugd van Berchem Sport alvorens in 1978 in contact te komen met Urbain Braems en Urbain Haesaert, het trainersduo van KSK Beveren. Toen Braems en Haesaert in 1978 naar KSC Lokeren vertrokken, stelden ze aan het bestuur Pauwels voor als nieuwe coach.
Zo werd Pauwels in de zomer van 1978 hulptrainer van Beveren, onder Robert Goethals. Onder hun leiding werd Beveren dat seizoen landskampioen. In de kwartfinales van de Europacup II versloeg Beveren dat jaar ook Internazionale. Braems keerde in 1981 terug, waarna Pauwels aan de slag ging bij Waterschei SV Thor. De Antwerpse trainer won met de Limburgse club de Beker van België.
Vervolgens keerde Pauwels terug naar Beveren, waar hij eerst Braems bijstond en later opnieuw zelf hoofdcoach werd. In 1986 ging hij aan de slag bij tweedeklasser Racing Mechelen. De samenwerking werd een succes, want Pauwels leidde het elftal in 1988 naar Eerste Klasse. Een jaar later keerde hij voor de laatste keer terug naar Beveren.
Voor de derde keer werd Pauwels hoofdtrainer bij Beveren, maar het avontuur duurde ditmaal maar een half seizoen. De gewezen succestrainer werd aan de deur gezet en later dat seizoen opgevolgd door Johan Boskamp.Seizoen later nam hij Boom FC onder handen.
Sindsdien is Pauwels, die al die jaren als trainer combineerde met een baan als technisch tekenaar bij General Motors, niet meer actief in het voetbalmilieu.Doch in 1993-1994 werd hij nog eenmaal een seizoen trainer van RC Mechelen.